# Busplade
En busplade er et ekstra slidstærk område af asfalt, som man ofte anlægger ved busstoppesteder for at modvirke at der dannes nedsænkede hjulspor (såkaldt sporkøring) fra bremsende og accelererende busser, der holder ved stoppestedet.

## Anlæggelse
Ved anlæggelsen af busplader er det nødvendigt først at lægge asfalt på hele vejstrækningen, for at overgangen er plan og holdbar. Derefter fræser man de øverste 3-4 centimeter asfalt af i de felter ud for stoppestederne, hvor der skal anlægges busplader. Buspladerne laves af en særlig type asfalt med særligt store hulrum, som udfyldes med flydende beton for at øge styrken.